# Nurme (Nissi)
Nurme – wieś w Estonii, w prowincji Harju, w gminie Nissi.